# Cryptodiscus rhopaloides
Cryptodiscus rhopaloides är en lavart som beskrevs av Pier Andrea Saccardo. Cryptodiscus rhopaloides ingår i släktet Cryptodiscus, och familjen Stictidaceae. Arten är reproducerande i Sverige.